# Juan de Ugarte
Pour les articles homonymes, voir Ugarte.
Juan de Ugarte (Tegucigalpa, 1662-Loreto, 1730), est un missionnaire jésuite et explorateur espagnol, successeur de Juan Maria de Salvatierra comme chef des missions de la Basse-Californie du Sud.

## Biographie
Il entre dans la Compagnie de Jésus en 1679 et gagne alors le Mexique. Ordonné, il enseigne d'abord la philosophie au Colegio de San Pedro y San Pablo de Mexico où il rencontre Salvatierra et Eusebio Francesco Chini qui le décident à les accompagner dans les nouvelles missions établies en Californie (1697-1700). Il gère d'abord les dons privés des missions qu'il rejoint en 1701 et s'installe à Loreto à la mission Saint-François-Xavier (Misión de Viggé Biaundó (es)), au milieu des indiens Cochimí.
Comme explorateur, il explore la côte de Loreto à La Paz (Basse-Californie du Sud) et tenta de résoudre dans le golfe de Californie la question de l'île de Californie.